# Metralladora Hua Qing
La Metralladora Hua Qing és una Metralladora Gatling potenciada per un sistema extern de canons rotatoris, dissenyada i produïda actualment per la República Popular de la Xina. La metralladora utilitza una munició de calibre 7,62×54mmR, i va ser introduïda al públic en la Fira Anti Terrorista de Beijing del 2009.
Actualment és utilitzada només per un país, la República Popular de la Xina. La Força terrestre de l'Exèrcit Popular d'Alliberament és l'únic amb accés a aquesta metralladora.